# Naturmuseum Dortmund

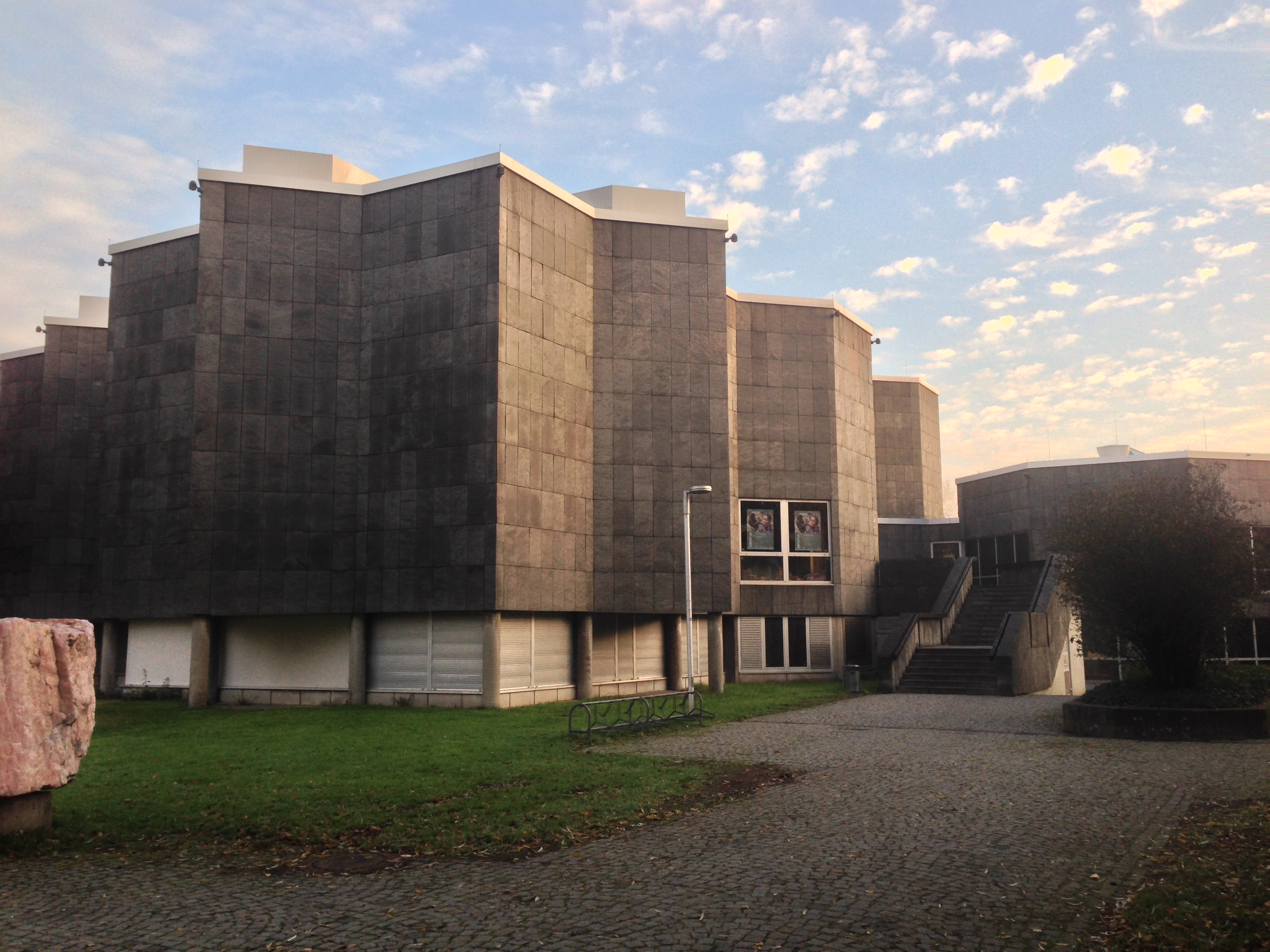
Das Museum für Naturkunde, 2013

Das Naturmuseum Dortmund ist ein kommunales naturkundliches Museum. Es vertritt in Sammlungen, Ausstellungen und Bildungsangeboten die Fachgebiete der Zoologie, Botanik, Geologie, Paläontologie und Mineralogie. Die Sammlungen umfassen etwa 250.000 Objekte, darunter 150.000 Insekten und 70.000 Minerale, Gesteine und Fossilien. Der Schwerpunkt der Museumsarbeit liegt in der Bildung und Vermittlung. Bis Mitte 2020 firmierte das Naturmuseum Dortmund unter dem Namen „Museum für Naturkunde der Stadt Dortmund“.
Seit 2010 unterstützt ein Förderverein die Arbeit des Museums.
Vom Museum wird jährlich die naturkundliche Fachzeitschrift „Dortmunder Beiträge zur Landeskunde“ herausgegeben.

## Geschichte
Die Ursprünge des Museums liegen in einer Schulsammlung des Oberreallehrers Edgar Weinert um 1900. Mit Hilfe des Naturwissenschaftlichen Vereins der Stadt Dortmund wurde 1912 ein eigenes Haus für die Sammlung bereitgestellt und das Museum eröffnet. Weinert wurde erster Direktor des neu eröffneten Museums. 1934 erfolgte ein Umzug in die Innenstadt in unmittelbarer Nähe des heutigen Rathauses am Friedensplatz. Der Zweite Weltkrieg und die Bombenangriffe auf Dortmund trafen das Museum schwer. Etwa 90 % aller Exponate wurden vernichtet.
Am 24. Mai 1980 zog das Museum erneut um. Am Fredenbaum wurde ein Neubau bezogen.
Von September 2014 bis September 2020 war das Museum wegen Modernisierungsarbeiten geschlossen. Die Wiedereröffnung war ursprünglich für 2016 geplant, wurde jedoch mehrfach verschoben. Sie fand schließlich am 8. September 2020 statt.

## Ausstellung

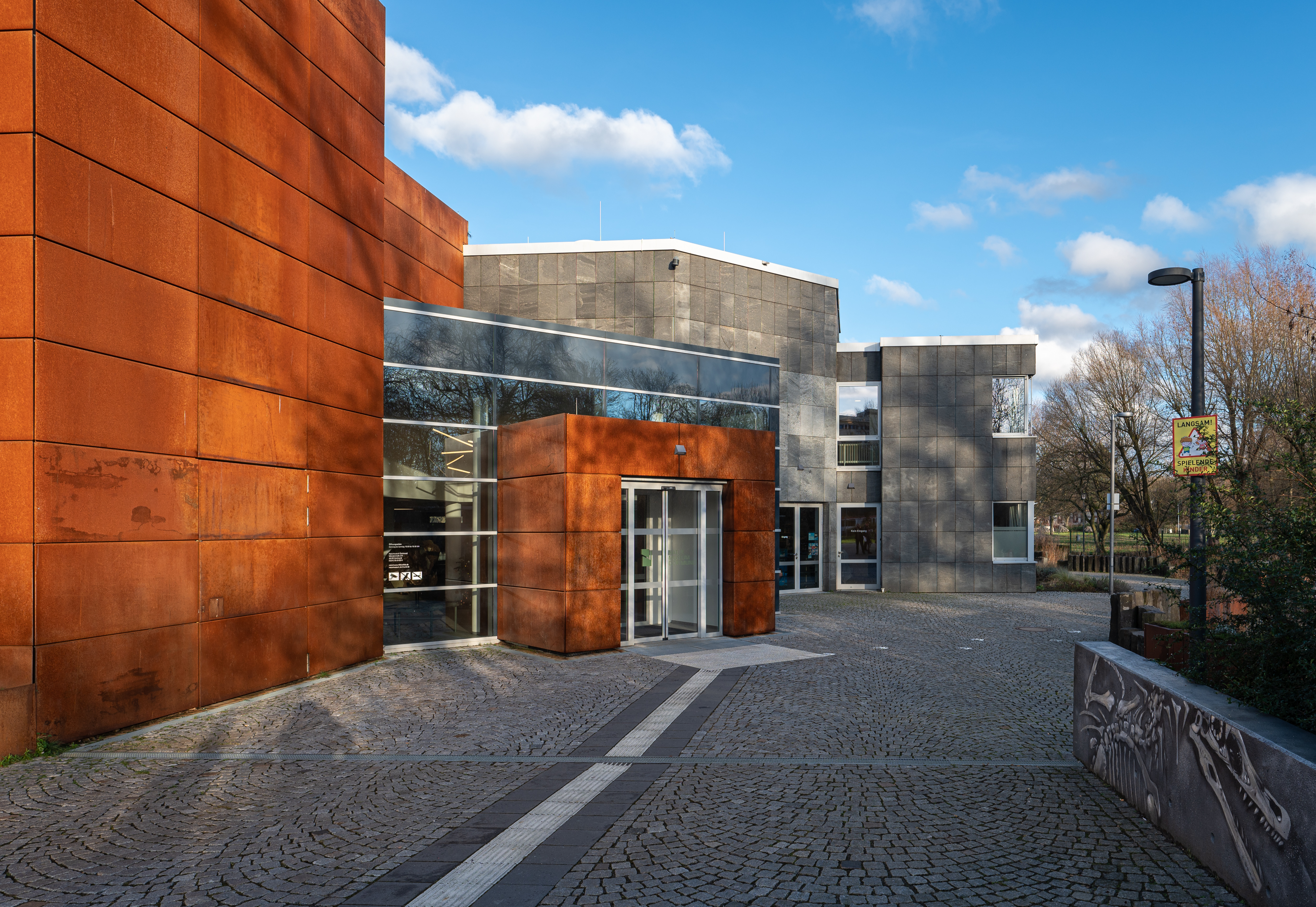
Eingangsportal nach Umbau, 2023

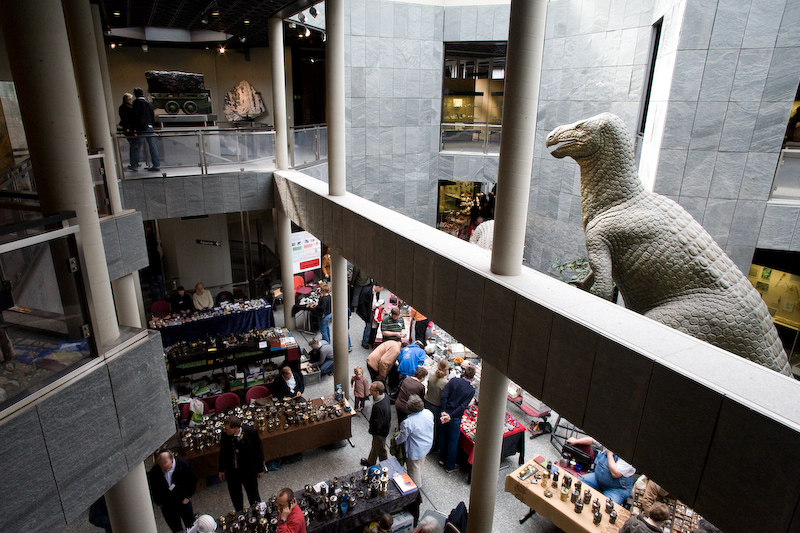
Innenraum des Museums, 2008

Die Dauerausstellung stellt die regionale Natur in Geschichte und Gegenwart dar.
In der biologischen Ausstellung werden heimische Lebensräume mit ihren Tieren und Pflanzen gezeigt. Der Rundgang beginnt mit städtischen Lebensräumen (Innenstadt, Parks, Gärten, Haus) und führt über die Themenbereiche Land (Wiesen, Weiden, Äcker) und Wald bis zu Gewässerlebensräumen am Beispiel der Ruhr und der Talsperren des Sauerlands. Präparate und Modelle werden ergänzt durch Dioramen, Inszenierungen, Touchscreen-Monitore und Hörstationen. Mehrere Aquarien, darunter ein großes Rundbecken mit 21 Metern Umfang, drei Metern Höhe und fast 100.000 Litern Fassungsvermögen, zeigen die heimische Fischfauna.
In der erdgeschichtlichen Dauerausstellung werden die Erdzeitalter, die in Ablagerungen unter Dortmund präsent sind, schwerpunktmäßig dargestellt. Dies sind das Quartär mit den Eiszeiten, die Kreidezeit, in der Ammoniten und Dinosaurier in der Region lebten, und das Karbonzeitalter, in dem die Steinkohle entstanden ist. Ein kleiner Bereich zeigt Fossilien aus der Grube Messel. Ein Mineralienkabinett stellt die Ästhetik der Kristalle und Minerale in den Vordergrund.
Sonderausstellungen zu überregionalen Themen ergänzen die Dauerausstellungen.

## Exponate (exemplarisch)
- Lebensechte Nachbildung eines Dinosauriers (Iguanodon)
- Dermoplastik einer Aldabra-Riesenschildkröte
- Skelett eines mehrere Meter langen Thunfisches
- Dermoplastiken heimischer Vogel- und Säugetierarten
- Aquarium
- Lebensechte Nachbildungen von Neandertaler und frühem Homo sapiens
- Skelett eines Wollhaarmammuts
- Skelett eines Höhlenbären
- Skelett eines Urpferdes aus der Grube Messel
- Fossile Riesenammoniten aus dem Stadtgebiet
- Mineraliensammlung
- Meteoriten

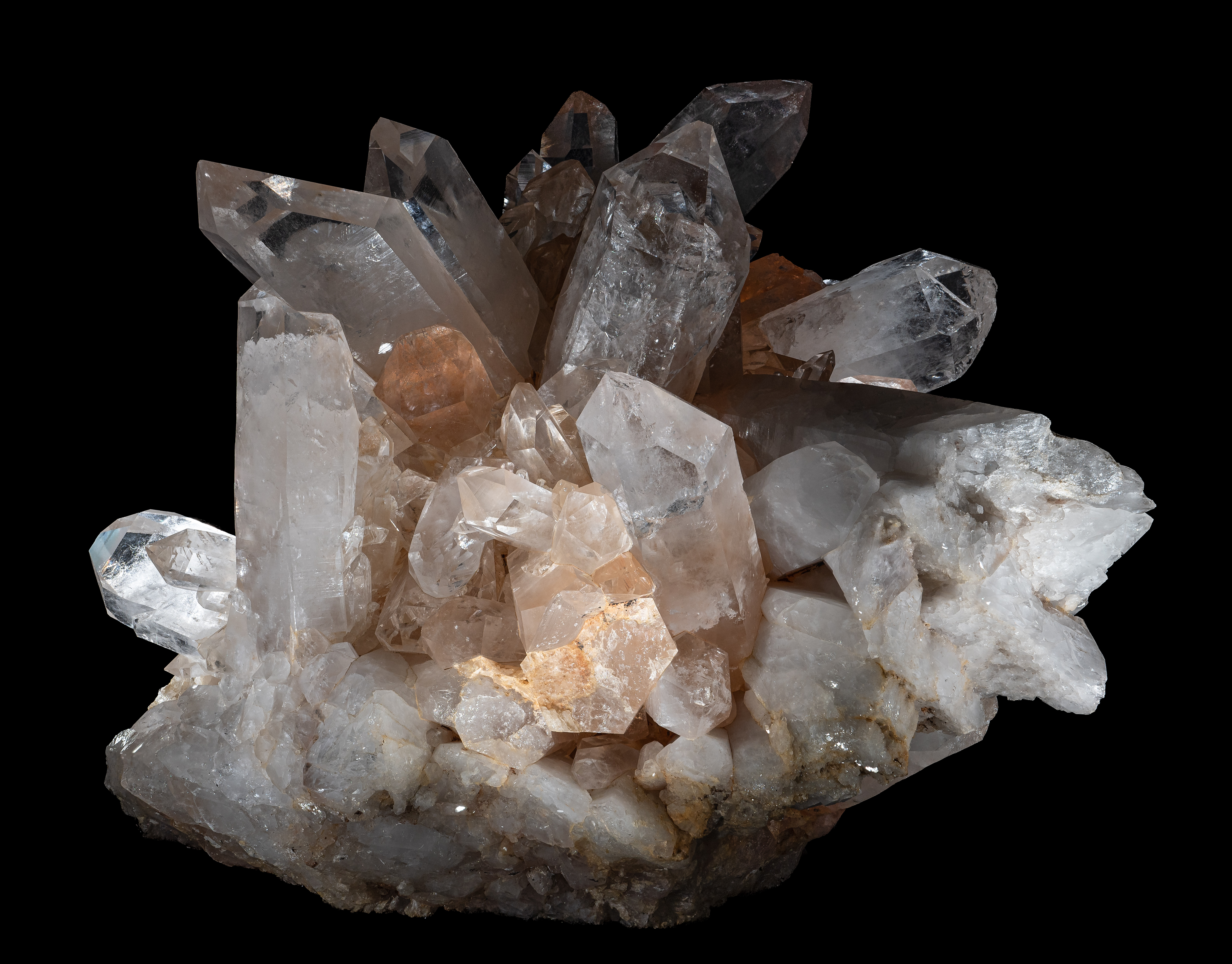
Sehr großer Quarz aus der Mineraliensammlung (über 400 kg)
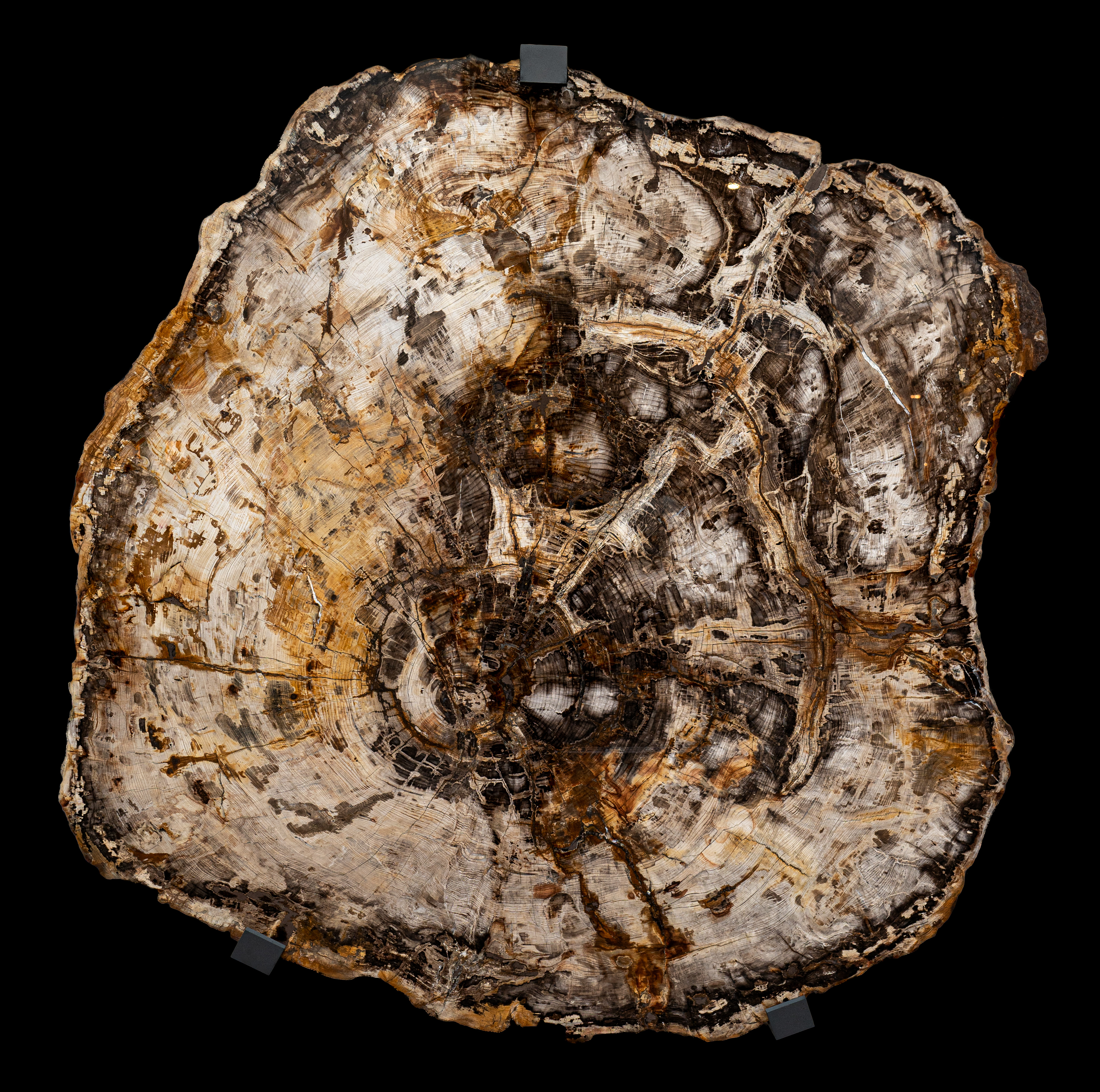
Fossil einer Baumscheibe eines Mammutbaums aus dem Miozän (über 500 kg)